# 거짓 장폐색증
거짓 장폐색증(-腸閉塞症, intestinal pseudoobstruction) 또는 가성 장폐색증(假性腸閉塞症)은 음식을 통과시키는 창자의 기능이 심각하게 손상됨에 따라 발병하는 임상적 증상이다. 장내 공간에 병변이 없는 장폐색 증상이라는 특징이 있다.
만성일 수도 있고 급성에 해당할 수도 있다.

## 병인
원발성 만성 거짓 장폐색증(만성의 경우 대부분)의 경우 위장관의 부드러운 근육(근질환)이나 신경계(신경질환)의 상해에 기인한 것일 수 있다.
일부 병인의 경우 유전과 관련된 것으로 간주된다. 특정한 형태의 경우 DXYS154와 관련되어 있다.
이차성 만성 거짓 장폐색증은 수많은 기타 질병들의 결과로 인해 발생할 수 있는데, 여기에는 가와사키병, 파킨슨병, 샤가스병, 히르슈슈프룽 병, 장저신경절증, 콜라겐혈관병, 미토콘드리아병, 내분비질환 및 특정 약물의 이용을 포함한다.

## 진단
치료가 가능한 이차적 병인이 있는지를 확인해 보아야 한다.
원발성 거짓 장폐색증은 운동성 검사, 엑스레이, 위내용 배출 연구에 기반하여 진단한다.

## 치료
이차적 만성 거짓 장폐색증은 기반이 되는 질병을 치료함으로써 관리된다.
만성 거짓 장폐색증의 경우 치유 방법은 없다. 영양분 제공과 수분 공급을 관리하고 통증 완화를 하는 것이 중요하다.

## 같이 보기
- 장폐색